# Ermesinda de Foix
Ermesinda de Foix ou Ermesinda de Bigorre (nascida Gerberga; meados de 1015  — 1 de dezembro de 1049) foi a primeira rainha consorte de Aragão pelo seu casamento com Ramiro I de Aragão.

## Família
Ermesinda foi a primeira filha e quinta criança nascida do conde Bernardo I Rogério de Foix e de Garsenda, Condessa de Bigorre. Os seus avós paternos eram Rogério I de Carcassona e Adelaide de Ruergue. Os seus avós maternos eram Garcia Arnaldo, Conde de Bigorre e Ricarda.
Ela teve cinco irmãos, que eram: o conde Bernardo II de Bigorre, marido de Estefânia; o conde Rogério I de Foix; Pedro Bernardo, conde de Foix, marido de Letgarda; Heráclio, bispo de Bigorre, e Estefânia, esposa do rei Garcia Sanches III de Pamplona.

## Biografia
Com cerca de 21 anos, Gerberga casou-se com o rei Ramiro I de Aragão, no dia 22 de agosto de 1036, na cidade de Jaca, atualmente localizada na Espanha. O rei era o filho ilegítimo de Sancho Garcês III de Pamplona e de Sancha de Aibar.
Como rainha ela adotou o nome de Ermesinda.
O casal teve cinco filhos, três meninas e dois meninos.
A rainha Ermesinda faleceu no dia 1 de dezembro de 1049, com aproximadamente 34 anos de idade. Foi enterrada no Mosteiro de San Juan de la Peña, em Jaca.

## Descendência
- Teresa de Aragão (1037 – após 29 de julho de 1059), foi a primeira esposa do conde Guilherme VI Bertrando de Provença. Sem descendência;
- Sancho I de Aragão (c. 1043 – 4 de Junho de 1094), foi rei de Aragão e Pamplona. Sua primeira esposa foi Isabel de Urgel, com quem teve um filho, e depois foi casado com Felícia de Roucy, com quem teve três filhos;
- Garcia Ramires (m. 17 de julho de 1086), foi bispo de Jaca de 1076 a 1086, e bispo de Pamplona, de 1078 a 1083.
- Urraca de Aragão (m. 1077/78), freira em Santa Cruz de la Serós;
- Sancha de Aragãoo (m. 5 de abril/16 de agosto de 1097), primeiro foi casada com Pôncio, Conde de Tolosa como sua terceira esposa, e depois foi esposa do conde Armengol III de Urgel. Sem descendência;